# 위핏
《위핏》(영어: Whip It)은 2009년 개봉한 미국의 스포츠 코미디 드라마 영화이다. 배우 드루 배리모어의 감독 데뷔작이며, 쇼나 크로스의 소설 Derby Girl 이 영화의 원작이며 그녀가 영화의 각본 역시 맡았다.